# Водоход на Иван Кулибин
Водоходът на Иван Кулибин е нереализиран проект за речен плавателен съд придвижване срещу речното течение.
Проектът съдържа 3 прототипа, създадени след 1782 г. от руския самоук механик академик Иван Кулибин по време на работата му в Руската академия в Петербург. Въпреки че 2 от тях преминават наводни изпитания, проектът не вижда масова реализация и остава само с историческа стойност.
Техническият принцип на изграждане на водохода е на т.нар. коноводна машина – течението задвижва воденично колело, но не отнася самия съд, който се закрепя с котва. Самото воденично колело осигурява тяга и съдът бавно плува срещу течението.
Изпитанията на водохода протичат в Нижни Новгород на река Ока, при вливането ѝ във Волга. Те сочат, че Кулибиновия водоход има съществени предимства пред теглените от бурлаци речни съдове. Въпреки успешните изпитания, в които водоходът изминава близо километър с товар около 140 тона, проектът е отхвърлен. Според нижегородските архиви като недостатъци на водохода са изтъкнати
необходимостта от постоянно присътствие на механик, силното въздействие на насрещните ветрове върху скоростта на съда, висока производствена себестойност и бавен и ненадежден ход.